# گذرنامه اتریشی

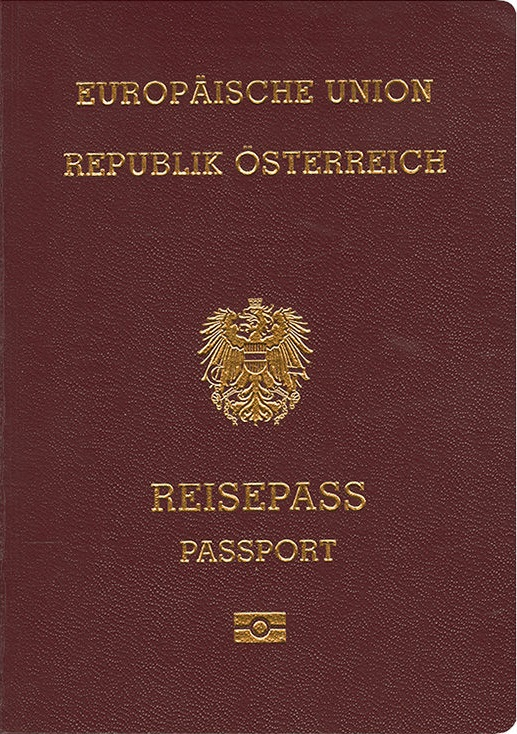
نمایی از یک‌نسخه گذرنامهٔ اتریشی در سال ۲۰۱۷

گذرنامهٔ اتریشی یک مدرک سفر بین‌المللی است که توسط کشور اتریش صادر می‌شود و بنا بر داده‌های سال ۲۰۲۳، دارندگان آن می‌توانستند به ۱۸۹ کشور دیگر بدون دریافت ویزا سفر کنند یا ویزا در بدو ورود دریافت نمایند. این گذرنامه بر اساس رتبه‌بندی شاخص گذرنامهٔ هنلی در سال ۲۰۲۳ در رتبهٔ ۴ قرار داشت.